# Столович, Хаим
Хаим Столович – израильский офтальмолог, специалист по лечению заболеваний глаз у детей. Заведующий отделением офтальмологии и лечения косоглазия в детской больнице Дана-Дуэк медцентра Сураски.

## Биография
Хаим Столович окончил медфак Университета Тель-Авива в 1974 году. После этого прошел стажировку в больнице Сураски.
В 1976-1980 гг. служил врачом-офтальмологом в израильской армии. В 1984 году закончил специализацию в области офтальмологии в медцентре Сураски. В 1986 году завершил двухгодичную стажировку в США по детской офтальмологии и лечению косоглазия.
После возвращения в Израиль с 1988 года работал старшим врачом отделения офтальмологии детской больницы Дана-Дуэк.
С 2000 года заведует отделением детской офтальмологии.
С 1987 года доктор Столович преподает на кафедре офтальмологии Тель-Авивского университета.

## Научная и врачебная деятельность
Доктор Столович является ведущим израильским специалистом по консервативному и хирургическому лечению косоглазия у детей. Он входит в число разработчиков очков BinoVision для лечения синдрома ленивого глаза. Методика предполагает просмотр любого видеоконтента, интересного ребенку (например, мультфильмов или телешоу), по 1 часу в день. Просмотр осуществляется с применением специального устройства, которое интегрирует бинокулярную зрительную стимуляцию в выбранный ребенком контент. Ощутимое улучшение бинокулярного зрения происходит через несколько недель после начала лечения.
Занимается также исследованием следующих научных тем:
- рефракционные изменения после операции при косоглазии у детей и взрослых;
- идиопатическая внутричерепная гипертензия у детей;
- аметропия у детей.

Опубликовал ряд научных статей по этим темам в журналах Journal of AAPOS, Journal of Ophthalmology, American Journal of Ophthalmology Case Reports, Journal of Pediatric Ophthalmology & Strabismus, Journal of Glaucoma, BMC Pediatrics.